# حمد داوود المرزوق
حمد داوود المرزوق سياسي كويتي وعضو سابق في المجلس التشريعي الكويتي الأول والمجلس التشريعي الكويتي الثاني.

## سيرته
كان عضو المجلس بلدي في الكويت، وفاز في انتخابات المجلس التشريعي الكويتي الأول في عام 1938 والمجلس التشريعي الكويتي الثاني في عام 1939.